# Кучер, Макарий Аверкиевич
Мака́рий Аве́ркиевич Ку́чер (Кучерук) (1874 — после 1907) —  член I Государственной думы от Подольской губернии, крестьянин.

## Биография

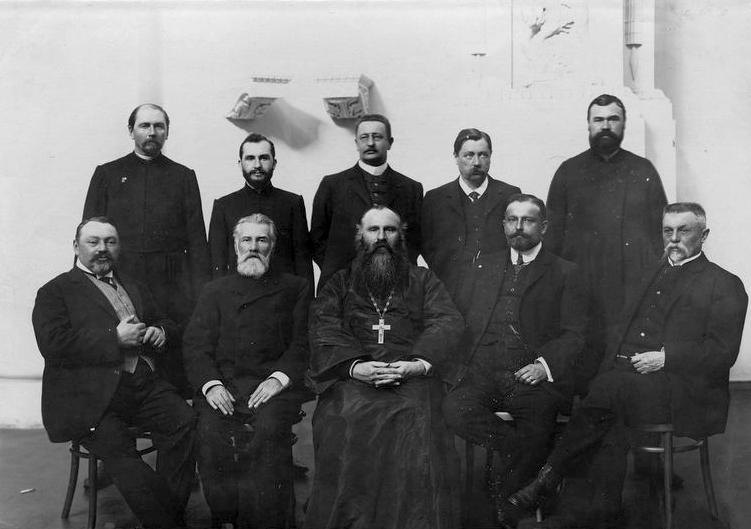
Депутаты Государственной думы I созыва от Подольской губернии. Стоят: Шепитка Д. И., Кучеренко И. З., Бей В. И., Гнатенко И. Г., Яременко П. Н., Косаренчук И. И., Рыбачек А. Ф.; сидят: Романюк А. И., Кучер М. А., Штефанюк Л. Е., Заболотный И. К., Михаленко П. Н.

Православный, крестьянин села Смелы Литинского уезда Подольской губернии.
Имел начальное образование, грамотный. Занимался хлебопашеством.
В 1906 году был избран в I Государственную думу от общего состава выборщиков Подольского губернского избирательного собрания. Политическая принадлежность историками оспаривается: по одним данным, он входил в Трудовую группу; по другим данным, был беспартийным.
Дальнейшая судьба неизвестна.